# Lepanthes affinis
Lepanthes affinis är en orkidéart som beskrevs av Carlyle August Luer och Rodrigo Escobar. Lepanthes affinis ingår i släktet Lepanthes och familjen orkidéer. Inga underarter finns listade i Catalogue of Life.